# UCI America Tour 2010
De UCI America Tour 2010 was de zesde editie van de UCI America Tour, een van de vijf Continentale circuits van de UCI. Deze competitie omvatte 32 wedstrijden, en liep van 4 september 2009 tot en met 11 september 2010.
Dit is een overzichtspagina met de belangrijkste UCI America Tour wedstrijden en de eindstand in het seizoen 2009-2010 .

## Wedstrijden (seizoen 2009-2010)
| wedstrijd                                  | land                   | UCI-status |
| ------------------------------------------ | ---------------------- | ---------- |
| Ronde van Chihuahua                        | Mexico                 | 2.1        |
| Ronde van Guatemala                        | Guatemala              | 2.2        |
| Ronde van Bolivia                          | Bolivia                | 2.2        |
| Ronde van Ecuador                          | Ecuador                | 2.2        |
| Ronde van Chiapas                          | Mexico                 | 2.2        |
| Ronde van Costa Rica                       | Costa Rica             | 2.2        |
| Ronde van Táchira                          | Venezuela              | 2.2        |
| Ronde van San Luis                         | Argentinië             | 2.1        |
| Ronde van Cuba                             | Cuba                   | 2.2        |
| Rutas de America                           | Uruguay                | 2.2        |
| Vuelta Independencia Nacional              | Dominicaanse Republiek | 2.2        |
| Giro do Interior de Sao Paolo              | Brazilië               | 1.2        |
| Ronde van Uruguay                          | Uruguay                | 2.2        |
| Volta Ciclistica Internacional de Gravatai | Brazilië               | 2.2        |
| Tour of the Battenkill                     | Verenigde Staten       | 1.2        |
| Ronde van Mexico                           | Mexico                 | 2.2        |

| wedstrijd                                  | land             | UCI-status |
| ------------------------------------------ | ---------------- | ---------- |
| Ronde van Santa Catarina                   | Brazilië         | 2.2        |
| Pan-Amerikaanse spelen                     | Mexico           | CC         |
| Doble Sucre Potosi GP Cemento Fancesa      | Bolivia          | 2.2        |
| Ronde van Californië                       | Verenigde Staten | 2.HC       |
| Ronde van Paraná                           | Brazilië         | 2.2        |
| Coupe des Nations Ville Saguenay           | Canada           | 2.Ncup     |
| San Antonio de Padua Classic Event Guayama | Puerto Rico      | 1.2        |
| Philadelphia International Championship    | Verenigde Staten | 1.HC       |
| Chrono Gatineau                            | Canada           | 1.2        |
| Ronde van de Beauce                        | Canada           | 2.2        |
| Ronde van Venezuela                        | Venezuela        | 2.2        |
| Tour cycliste International de Martinique  | Frankrijk        | 2.2        |
| Ronde van Rio                              | Brazilië         | 2.2        |
| Ronde van Colombia                         | Colombia         | 2.2        |
| Ronde van Guadeloupe                       | Frankrijk        | 2.2        |
| GP Univest                                 | Verenigde Staten | 1.2        |

## Eindklassementen
| Plaats | Naam                    | Tijd   |
| ------ | ----------------------- | ------ |
| 1      | Gregorio Ladino         | 239    |
| 2      | Óscar Sevilla           | 186(*) |
| 3      | Arnold Alcolea          | 176    |
| 4      | José Alarcon            | 160    |
| 5      | Oscar Soliz             | 138    |
| 6      | Libardo Niño            | 136    |
| 7      | Richard Mascaranas      | 136    |
| 8      | Francisco Mancebo Perez | 132    |
| 9      | José Alirio Contreras   | 119    |
| 10     | Carlos Oyarzún          | 116    |

| Plaats | Ploeg                     | Punten |
| ------ | ------------------------- | ------ |
| 1      | Funvic-Pindamonhangaba    | 347    |
| 2      | Spidertech powered by C10 | 316    |
| 3      | UNE-EPM                   | 268    |
| 4      | Androni Giocattoli        | 212    |
| 5      | KTM-Murcia                | 198    |

| Plaats | Naam             | Punten  |
| ------ | ---------------- | ------- |
| 1      | Colombia         | 1455.06 |
| 2      | Venezuela        | 1068.6  |
| 3      | Verenigde Staten | 846.5   |
| 4      | Canada           | 681     |
| 5      | Brazilië         | 487     |